# Cultura de Los Millares

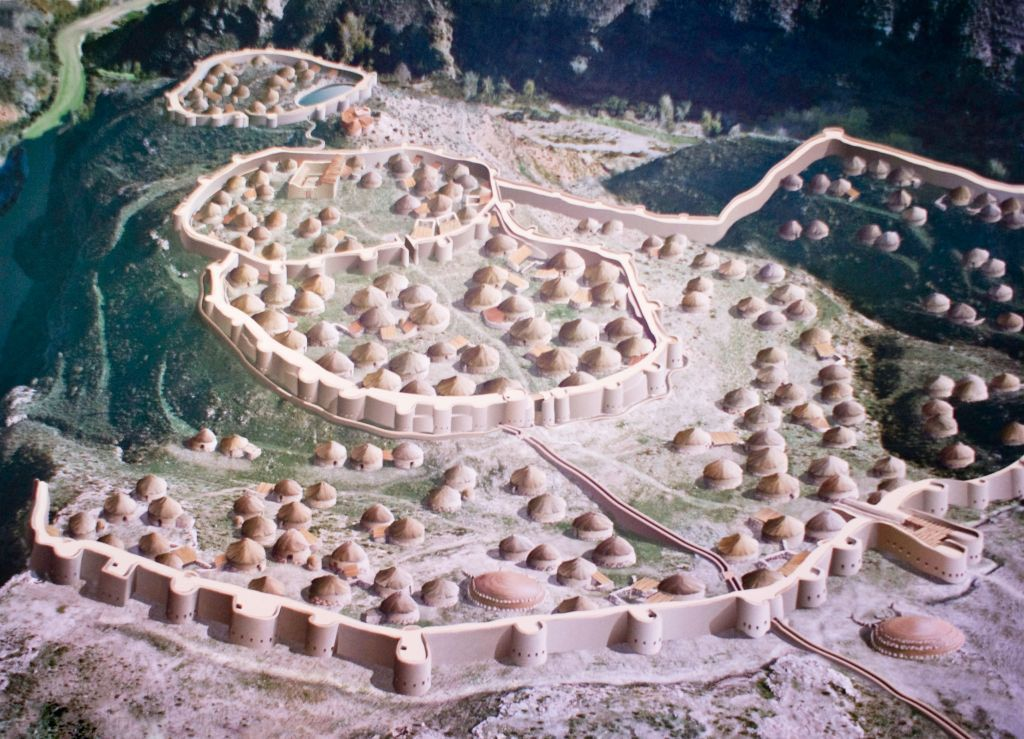
Recreació del poblat de Los Millares

La cultura de Los Millares va substituir la cultura almerienca.
Cap al 2500 aC, arribaren al sud-est noves onades de colonitzadors orientals que van fer desaparèixer la cultura almerienca i varen donar origen a l'anomenada cultura de Los Millares, netament metal·lúrgica. Eren buscadors de coure i sabien treballar aquest metall, abundós a la península Ibèrica. La muralla de Los Millares està datada mitjançant el sistema del Carboni 14, cap al 2350 aC. Sembla segur que aquesta cultura va irradiar cap a la vall de l'Ebre. De fet, és segur que al període del 2.500 al 2000 aC els buscadors de metalls eren nombrosos a les costes del sud i est.